# Byron Janis
Byron Janis, właśc. Yanks, Yankelevitch (ur. 24 marca 1928 w McKeesport w stanie Pensylwania, zm. 14 marca 2024 w Nowym Jorku) – amerykański pianista.

## Życiorys
Początkowo uczył się gry na fortepianie w rodzinnym McKeesport. W wieku 7 lat wyjechał do Nowego Jorku, gdzie został uczniem Adele Marcus. Uczył się też u Josefa i Rosiny Lhévinne. Zadebiutował publicznie w 1943 roku, wykonując wraz z NBC Symphony Orchestra II koncert fortepianowy Siergieja Rachmaninowa. Utwór ten wykonał ponownie w 1944 roku z Pittsburgh Symphony Orchestra pod batutą zaledwie 13-letniego Lorina Maazela. Następnie przez kilka lat doskonalił swoją grę pod okiem Vladimira Horowitza, który ułatwił mu rozpoczęcie światowej kariery. W 1948 roku odbył tournée po Ameryce Południowej i wystąpił w nowojorskiej Carnegie Hall. W latach 50. i 60. XX wieku święcił światowe sukcesy, jego wirtuozerię doceniali zarówno krytycy, jak i publiczność. W 1952 roku odbył podróż koncertową po Europie, w 1960 i 1962 roku występował w ZSRR. W 1967 roku debiutował jako dyrygent, prowadząc w Paryżu III Koncert fortepianowy Siergieja Prokofjewa, wykonując jednocześnie partię solową na fortepianie. Dokonał licznych nagrań płytowych, w latach 50. związany był kontraktem z wytwórnią RCA Records, następnie w latach 60. z Mercury Records. Z czasem z powodu problemów zdrowotnych zaprzestał publicznych występów. W 1985 roku podczas koncertu w Białym Domu w Waszyngtonie ujawnił, że cierpi na zapalenie stawów. Był honorowym ambasadorem National Arthritis Foundation, występował na wielu koncertach charytatywnych. Kawaler francuskiego Orderu Sztuki i Literatury (1965).
Wykonywał głównie muzykę okresu romantyzmu, m.in. Fryderyka Chopina i Ferenca Liszta. W 1967 roku odnalazł w Paryżu rękopisy walców Chopina Ges-dur op. 70 i Es-dur op. 18, ich dwa inne autografy odkrył w 1973 roku w bibliotece Yale University. W 1975 roku zrealizował film Frédéric Chopin: A Voyage with Byron Janis, wyprodukowany przez Public Broadcasting Service.
Od 1953 roku był żonaty z June Dickinson Wright, z którą rozwiódł się w 1965 roku. W 1966 roku poślubił Marię Veronicę Cooper, córkę Gary’ego Coopera.